# 野田村
野田村（日语：／ Noda mura */?）是位於日本岩手縣東北部的村，隸屬於九戶郡。轄區東邊面向太平洋，沿海地區的十府浦位於三陸復興國立公園的範圍內，當地人口則集中在野田村役場與陸中野田站的周圍地區。野田村在江戶時代作為鹽與鐵砂等物產的產地而相當繁榮。

## 地理
野田村境內約87.8%以上的土地被山地覆蓋，5.4%的土地為農業用地。西南部坐落著海拔813.9公尺的男和佐羅比山，為村内最高峰，並且與周圍海拔600至800公尺的山岳相連。東邊的十府浦位於三陸復興國立公園的範圍內，其長度約為3.5公里。村內的平原由明内川和泉澤川等河沖積而成。宇部川、秋田川、米田川、安家川等河也流經村内。

### 氣候
野田村夏季受到挾帶涼冷潮濕空氣的東北風吹拂，冬季較為溫暖且降雪量較少。當地的年均降雨量約為1000至1200毫米，初春時偶爾會降下大雪。

## 歷史
野田村自繩紋時代便有人類居住，村內各地皆曾發掘出同時代的遺跡。江戶時代，野田地區作為鹽、鐵砂與海產的產地而繁榮，並透過鹽之道與岩手縣的內陸各地進行物產上的交流。明治維新後，當地隸屬於九戶縣，之後陸續隸屬於八戶縣、三戶縣、江刺縣和盛岡縣。明治5年（1872年），當地被編入岩手縣的轄區內。明治22年（1889年），日本在當地實施町村制，並將野田村與玉川村合併成現今的野田村。
2011年3月11日發生的東日本大震災在野田村引發5弱級震度，並造成當地居民共37人死亡與311棟住宅全毀。

## 行政
現任村長小野寺勝幸於2025年2月在選舉中當選，其任期將持續至2029年2月。

## 經濟
根據日本2015年的國勢調查統計，野田村的就業人口中有15%從事第一級產業，30.2%的就業人口從事第二級產業，54.6%則從事第三級産業。當地的水產業以沿岸漁業和養殖裙帶菜、帆立貝等海產為主，農業則以生產稻米、大豆與小麥等農產品為主。

## 教育
野田村内共有1所小學校與1所中學校，分別為野田村立野田小學校與野田村立野田中學校。根據2020年4月的統計，村內的小學校學生總人數為187名，中學校則共有98名學生。

## 交通
國道45號與三陸鐵道的谷灣線以南北走向並行穿越村内，其中谷灣線在村内設置陸中野田站、十府浦海岸站與野田玉川站。

## 姐妹城市
野田村與以下日本行政區有簽訂友好交流協定:
| 城市   | 都道府縣 | 締結日期 |
| ------ | -------- | -------- |
| 樣似町 | 北海道   | 1998年   |